# Lúč na Ostrove
Lúč na Ostrove est un village de Slovaquie situé dans la région de Trnava.

## Histoire
Première mention écrite du village en 1248.

## Démographie

### Évolution de la population
| Année:               | 1994. | 2004.   | 2014.   | 2024.   |
| -------------------- | ----- | ------- | ------- | ------- |
| Nombre de personnes: | 723   | 755     | 722     | 733     |
| Différence:          |       | +4,42 % | -4,37 % | +1,52 % |

| Année:               | 2023. | 2024.   |
| -------------------- | ----- | ------- |
| Nombre de personnes: | 713   | 733     |
| Différence:          |       | +2,80 % |